# Dino Santana
Ondino Santana, conhecido artisticamente como Dino Santana  (Niterói, 9 de agosto de 1940 — Rio de Janeiro, 26 de dezembro de 2010), foi um ator, empresário, produtor e humorista brasileiro. Era irmão de Dedé Santana, com quem formou a dupla Maloca e Bonitão e atuou em vários filmes e esquetes do programa Os Trapalhões.

## Biografia
Dino era irmão do trapalhão Dedé Santana, com quem atuou compondo a dupla "Maloca e Bonitão", além de inúmeros trabalhos realizados com Os Trapalhões. Era sobrinho do também comediante Colé Santana. Teve apenas participação como personagens coadjuvantes e sem nome, o que tornava difícil seu reconhecimento para algumas pessoas. Interpretou o personagem "Beato do Deserto" no filme Os Trapalhões e o Mágico de Oroz (1984). Também interpretou alguns vilões, como nos filmes Atrapalhando a Suate (1983) e Os Fantasmas Trapalhões (1987). Atuou também como coadjuvante no programa Dedé e o Comando Maluco. 
Dino também foi produtor de diversos shows dos Trapalhões no parque Beto Carrero World. Na década de 90, também firmou uma parceria com Sérgio Mallandro, tendo dirigido e produzido diversos shows e caravanas circenses dele, além do programa Festa do Mallandro (exibido inicialmente como bloco do programa Domingo Total em 1997), onde novamente chegou a contracenar com o irmão Dedé.
Dino morreu em sua casa no Rio de Janeiro, aos 70 anos, em decorrência de câncer de próstata.

## Carreira

### Televisão
| Ano       | Título                    | Papel                                | Emissora                   |
| --------- | ------------------------- | ------------------------------------ | -------------------------- |
| 2005-2008 | Dedé e o Comando Maluco   | Manoel Joaquim (Português)           | SBT                        |
| 1997-2002 | Festa do Mallandro        | Direção do programa e varios quadros | Rede Manchete e CNT Gazeta |
| 1994-1996 | Programa Sérgio Mallandro | Vários quadros                       | SBT                        |
| 1981-1983 | Alegria 81                | Vários quadros                       | SBT                        |
| 1977-1993 | Os Trapalhões             | Vários quadros                       | Rede Globo                 |
| 1975-1976 | Os Trapalhões             | Vários quadros                       | TV Tupi                    |
| 1973      | O Bem Amado!              | Jagunço de Odorico Paraguaçu         | Rede Globo                 |
| 1965      | Maloca e Bonitão          | Bonitão                              | TV Tupi                    |

### Cinema
| Ano  | Título                                  | Personagem         |
| ---- | --------------------------------------- | ------------------ |
| 1969 | Deu a Louca no Cangaço                  |                    |
| 1969 | 2000 Anos de Confusão                   | Bonitão            |
| 1969 | Os Desempregados                        | Bonitão            |
| 1970 | A Ilha dos Paqueras                     | Comandante         |
| 1970 | Se Meu Dólar Falasse                    | (participação)     |
| 1975 | Zé Sexy...Louco, Muito Louco Por Mulher |                    |
| 1976 | O Mulherengo                            |                    |
| 1979 | O Rei e os Trapalhões                   | Guarda Real        |
| 1979 | O Cinderelo Trapalhão                   | capanga de Souza   |
| 1979 | Eu Matei Lúcio Flávio                   |                    |
| 1983 | Atrapalhando a Suate                    | Russo              |
| 1984 | Os Trapalhões e o Mágico de Oroz        | O Beato do Deserto |
| 1984 | A Filha dos Trapalhões                  | González           |
| 1986 | Os Trapalhões e o Rei do Futebol        | Repórter           |
| 1987 | Os Fantasmas Trapalhões                 | Tomi               |